# 安東尼·畢沃爾
安东尼·毕沃尔（Antony Beevor 1946年12月14日—）英国军事历史学家，出版过多部关于第二次世界大战的流行历史著作以及其他关于二十世纪的著作。